# Alessio Tacchinardi
Alessio Tacchinardi, född 23 juli 1975 i Crema, Lombardiet, är en italiensk före detta fotbollsspelare (mittfältare.
Tacchinardi startade karriären i Atalanta BC 1992 men flyttade 1994 till Juventus där han spelade under större delen av sin karriär.
Tacchinardi spelade sedermera i spanska Villarreal 2005–2007, innan han flyttade hem till Italien och Brescia Calcio i den italienska andradivisionen, Serie B. Mellan 1995 och 2003 spelade Tacchinardi 13 landskamper för det italienska landslaget.